# Alcón
En la mitología griega hay varios personajes llamados Alcón. Por tanto, las historias de todos ellos suelen estar entrelazadas y son confundidas con frecuencia. 

## Alcón Hipocoontida
Alcón fue uno de los doce hijos de Hipocoonte, un rey de Esparta que usurpó el trono a sus hermanos Icario y Tindáreo. Al grupo de hijos de este rey se los denominaba los Hipocoontidas. 

### Cacería del Jabalí de Calidón

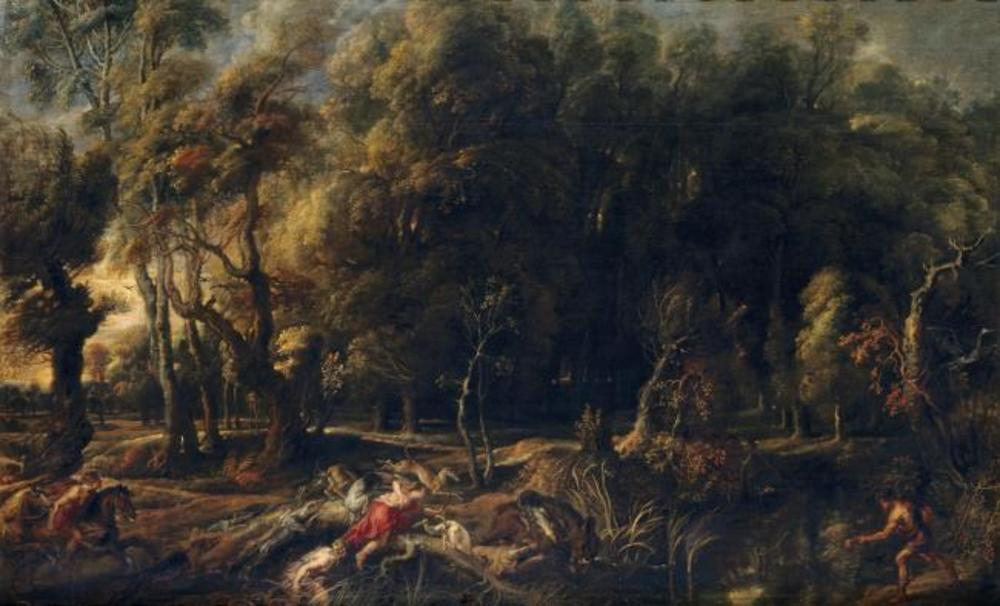
Atalanta y Meleagro cazando el jabalí de Calidón, cuadro de Rubens ubicado en el Prado.

Esta cacería fue convocada por Eneo, el rey de Calidón. Eneo estaba tratando de eliminar al jabalí de enorme tamaño y fuerza de sus campos, ya que su presencia no solo hacía imposible la cosecha sino que también acababa con el ganado y mataba a personas. Este jabalí había sido enviado por Ártemis tras haber sido excluida de una ofrenda que había realizado Eneo a todos los dioses. Para conseguir librarse del jabalí, tuvo que convocar a los mejores héroes de Grecia, prometiendo a   cambio la piel del animal al que consiguiera matarlo. 
Tres de los Hipocoontidas, Enésimo, Leucipo y Alcón, acudieron a la Cacería del Jabalí de Calidón representando a Amiclas, una ciudad al sur de Esparta.

La lista de héroes que fueron convocados no está clara, ya que las distintas obras en las que se narra este mito no mencionan exactamente los mismos nombres. Es en las Fábulas Mitológicas de Higinio en la que se nombra a los Hipocoontidas, y entre ellos a Alcón. 
Enésimo, Alcón y Leucipo, hijos de Hipocoonte, de Amiclas

Sin embargo, estos no fueron parte del grupo de los héroes que destacaron durante dicha cacería. El más destacado fue Meleagro, que fue proclamado vencedor. 

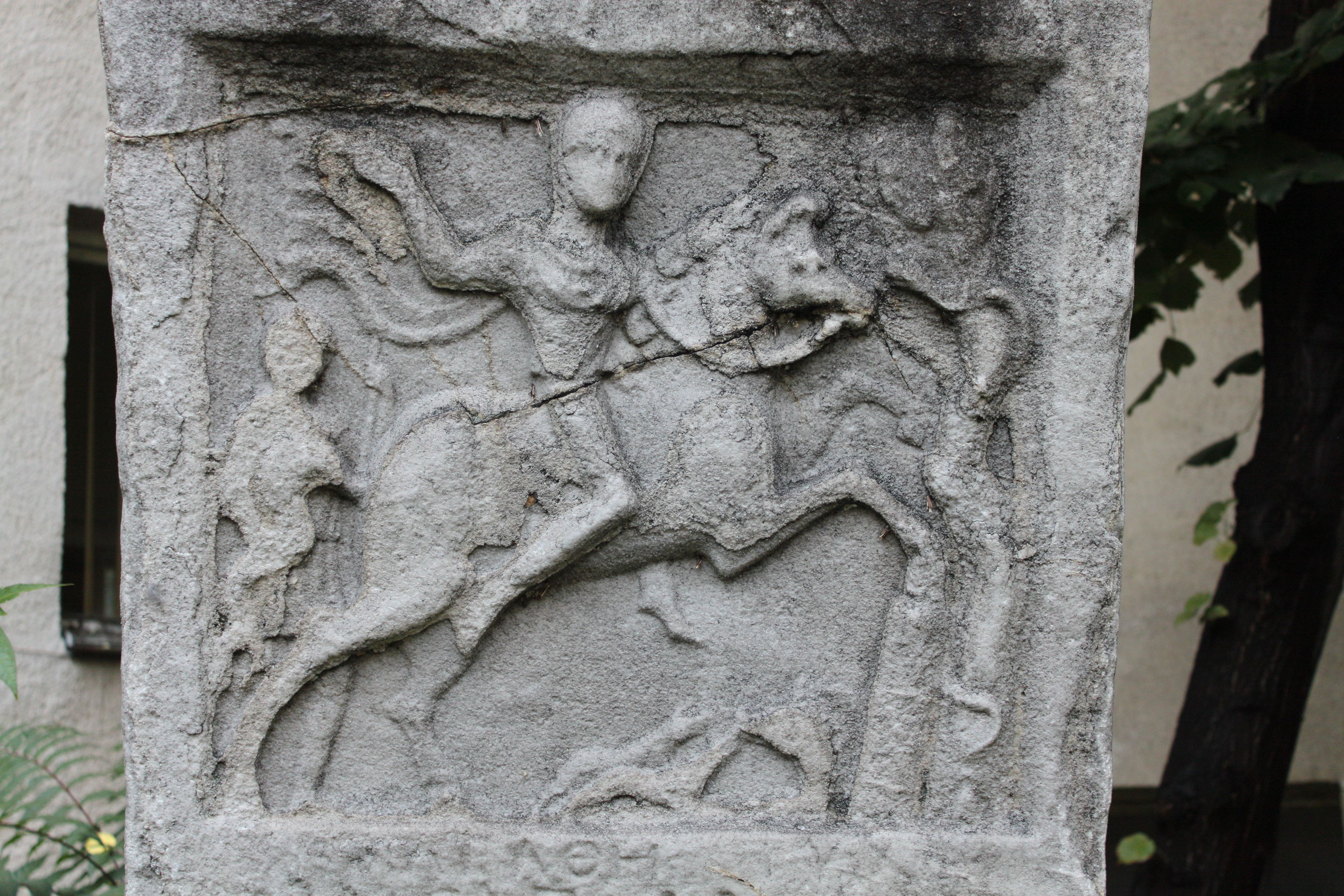
El Jinete Tracio, relieve encontrado en la actual Bulgaria.

El Alcón de este mito se confunde con el Alcón Aresida, que según Higino también acudió a la cacería. 
Alcón, hijo de Marte, de Tracia
Esta teoría está apoyada en la religión y en las creencias de Tracia. Ares provenía de este lugar, y por ello los tracios rendían culto a divinidades de carácter salvaje y violento. Una de esas divinidades, conocida como el Caballero Tracio, se había enfrentado al mal, representado como un jabalí, y por ello se podría relacionar con el Alcón Aresida que había participado en la Cacería del Jabalí de Calidón.

### Guerra contra Heracles y muerte
Heracles, tras completar su periodo de esclavitud para ser purificado y antes de volver a su casa en Tebas, decide atacar Pilos ya que su rey, Neleo, había cometido una serie de ofensas hacia él y su familia.

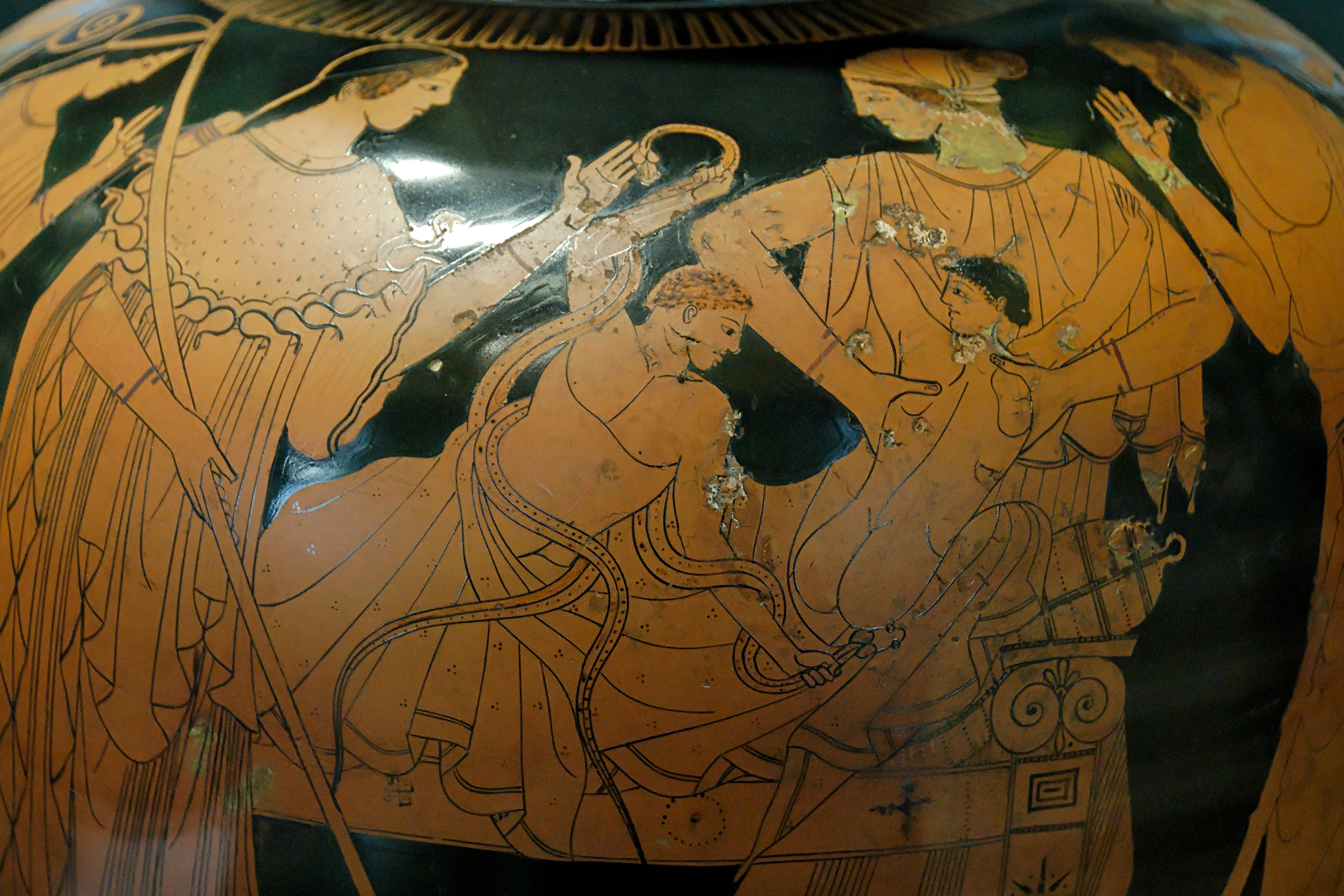
Heracles e Ificles, cerámica encontrada en Etruria, Italia.

Una vez terminada la guerra contra Pilos, Heracles decide atacar Esparta. Se conocen varias razones por las que decidió atacar este lugar. En primer lugar, Hipocoonte y sus hijos habían mantenido una alianza con Neleo durante la guerra contra Pilos. En segundo lugar, cuando Heracles buscaba desesperadamente la purificación tras haber asesinado a Ífito, ellos se la denegaron. Además, buscaba vengar la muerte de un familiar, Eono, asesinado por los Hipocoontidas.

Por tanto, habiendo reunido un ejército de arcadios y con la ayuda de Cefeo y sus hijos, se dirigió a Esparta. Fue un combate muy reñido que provocó la muerte de Cefeo y sus hijos, de Ificles, y de Hipocoonte y todos sus hijos, incluido Alcón.
Hecho esto Cefeo salió en campaña junto con sus hijos; durante la batalla él mismo y sus hijos murieron y con ellos Ificles, el hermano de Heracles. Este después de dar muerte a Hipocoonte y a sus hijos y sometida la ciudad, restableció a Tindáreo y le entregó el reino

## Alcón de Erecteo
Alcón, hijo de Erecteo, rey de Atenas, fue un gran arquero, del que se decía que nunca erraba el blanco.  

Alrededor de él corre una leyenda que se produjo durante la infancia de su hijo, Falero. Cuando éste era solamente un bebé, una serpiente atacó al niño, enroscándose alrededor de su cuerpo, y Alcón fue capaz de matar a la serpiente de un flechazo sin herir al niño.  
A este le seguirás tú, Falero, que llevas las armas gravadas con tu fortuna, pues una serpiente, deslizándose del frondoso árbol, de pequeño te rodea tres o cuatro veces con su cuerpo rojizo: el padre desde lejos tensa angustiado el arco inseguro

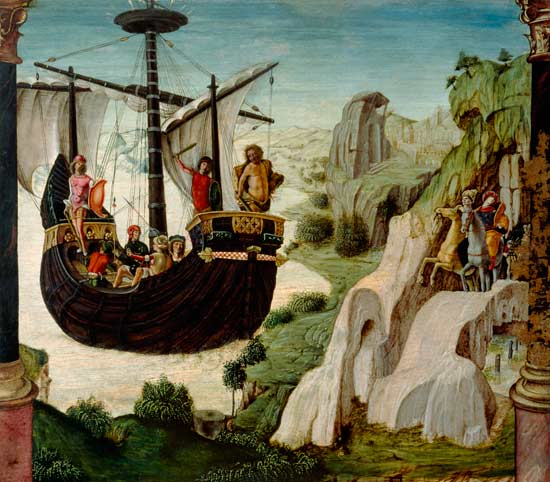
El Argo, nave de los Argonautas, cuadro de Lorenzo Costa.

Gracias a esto, Falero fue enviado con los Argonautas, y allí destacó por haber heredado la habilidad con el arco de su padre. 
Y además Falero, el de la buena lanza de fresno. A éste lo había enviado su padre, Alcón. No tenía ya otros hijos que se cuidaran de su vejez y su vida; sin embargo lo enviaba, al hijo único y muy amado. para que se distinguiera entre tan bravos héroes